# Jean-Pierre Khazem
Jean-Pierre Khazem (* 1968 in Paris) ist ein französischer Fotograf, Regisseur für Werbefilme und Performancekünstler.
Khazem veröffentlicht in Trendmagazinen wie The Face, numéro, details, aber auch z. B. im Stern. Außerdem fotografiert er Werbekampagnen für Dockers, Big Issue, Mustang, Diesel, canal+, Heineken (holländische Kampagne) sowie McDonald’s und drehte Spots für das Modelabel Kenzo.

## Masken – das Charakteristikum von Khazems Fotografien
Charakteristisch für seine Arbeit sind die Masken, welche die Modelle tragen. Sie stellen zum Teil sehr realistische (z. B. First Ladies), aber idealisierte Gesichter dar (z. B. Diesel-Kampagne Stay young forever), zum Teil sind sie comicartig oder auch in Form von Tierköpfen (wie in der Heineken-Kampagne oder im Spot für Kenzo). So kombiniert Khazem das Reale mit dem Unrealen, was seine Fotografien gleichzeitig merkwürdig und absolut vertraut wirken lässt. Einen guten Eindruck von seinen Arbeiten erhält man durch Ansehen der Weblinks.
Nach Aussagen von Khazem verwendet er Masken, da er die Schauspielerei der Modelle nicht ertragen konnte. Die Art wie sie immer dieselben Gesichter zögen, der Schmollmund, der Blick und so weiter. Für ihn lassen die Masken die Qualität des Menschen heraustreten. Auch lasse dies den Körper lebendiger wirken. (vgl. Andrew Graham Dixon: “New Lisa Life,” The Sunday Telegraph Magazine, 20. April 2003.)

## Ausstellungen (Auswahl)
Seit 1992 werden seine Werke regelmäßig international ausgestellt, z. B. bei der Archaeology of Elegance in den Deichtorhallen, Hamburg 2003.
Hier eine Auswahl von Einzelausstellungen:
- 2005 First Ladies. Sperone Westwater Gallery, New York.

Hier „porträtierte“ Khazem die amerikanischen First Ladies der jüngeren Vergangenheit: Barbara Bush, Nancy Reagan, Roslyn Carter, Betty Ford und Pat Nixon. Die First Ladies werden von Modellen dargestellt, die realistische Masken aus Silikon mit anatomisch korrekten Augen und Haaren tragen. So sind die berühmten Frauen auf den ersten Blick zu erkennen, ihre leeren Blicke und der starre Gesichtsausdruck lassen sie jedoch jenseitig erscheinen. Beim Spiel mit Künstlichkeit und Wirklichkeit erschafft Khazem historische Momente, die nie stattgefunden haben und erfasst sie auf Film. Die Grenzen von Wahrheit und Fiktion verschwimmen.
- 2003 The Mona Lisa. Deitch Projects, eine der führenden zeitgenössischen Kunstgalerien in New York.

Bei dieser Performance trug ein nacktes Model eine lebensnahe Maske von da Vincis berühmter Mona Lisa. Die Performance wurde ebenfalls gezeigt auf der ersten Prager Biennale im Sommer 2003 und in der Rubell Family Collection in Miami im Dezember 2003.
- 2002 Pause. Kunsthalle Färgfabriken, Stockholm.

Hier zeigt Khazem eine Performance, bei der fünf nackte Modelle ziellos durch einen abstrakten Raum wanderten. Fotografien dieser Arbeit wurden im Centre National de la Photographie, Paris im Jahr 2003 gezeigt.
- 2000 Dummy’s Lesson. W&LT, Antwerpen mit Eric Duyckaerts
- 1998 Galerie Emmanuel Perrotin, Paris